# Wilhelm Bitter
Wilhelm Bitter (* 13. Dezember 1886 in Köln; † 9. Juni 1964 in Ittenbach) war ein deutscher Verleger und Politiker (Zentrumspartei, CDU).

## Leben und Beruf
Wilhelm Bitter absolvierte eine kaufmännische Lehre und war anschließend im Postdienst tätig. Im Jahr 1904 wurde er stellvertretender Vorsitzender des Windthorstbundes in Köln und im Jahr 1911 hauptamtlicher Kreisgeschäftsführer der Zentrumspartei Recklinghausen. Im Oktober 1922 wurde er Vorstandsvorsitzender der damaligen Vestischen Druckerei – und Verlags AG mit Sitz in Recklinghausen. Er sanierte den damals darnieder liegenden Betrieb, in dem auch die der Deutschen Zentrumspartei nahestehende Recklinghäuser Volkszeitung verlegt wurde, und baute einige weitere Lokalausgaben für den Landkreis Recklinghausen auf.
In den Jahren 1921 bis 1925 war er Mitglied des Provinziallandtags von Westfalen. In der NS-Zeit von 1933 bis 1945 wurde er mehrmals wegen des Verdachts „nationaler Unzuverlässigkeit“ von der Gestapo verhaftet. Die Lokalzeitung musste 1935 an die Nationalzeitung verkauft werden. Nachdem er wegen seiner regimefeindlichen Einstellung aus der Reichspressekammer und der Reichsschrifttumskammer ausgeschlossen worden war, gelang es ihm 1938 in Leipzig, beim Börsenverein des Deutschen Buchhandels die Gründung eines neuen Verlages zu erreichen, des „Paulus Verlag K.Bitter KG“. Als Untertitel musste er den Zusatz „Verlag für katholisches Schrifttum“ führen. Als Komplementärin fungierte seine Ehefrau Katharina Bitter, deshalb „K.Bitter KG“, da Bitter den Machthabern als politisch zu belastet galt.
Der Verlag verlegte in der Zeit bis ca. 1941 die Literatur des katholischen Jugendhauses in Düsseldorf. Zu den Autoren gehörte beispielsweise der bekannte Kirchenlieddichter Georg Thurmair. 1944 wurde er zwei Mal inhaftiert: zuerst, weil er den Hirtenbrief des Bischofs Clemens August Graf von Galen als Sonderdruck verbreitet hatte und dann im Zuge der Aktion Gewitter nach dem gescheiterten Attentat vom 20. Juli 1944 auf Adolf Hitler.

Nach dem Krieg entfaltete der Verlag eine rege verlegerische Tätigkeit in den Bereichen Katholische Theologie, Belletristik, Zeitgeschichte und insbesondere im Bereich Kinder- und Jugendbuch. In den 1950er Jahren prägte Friedrich Wilhelm Foerster das Verlagsbild. Im offiziellen Auftrag des Vatikans verlegte Bitter das Rotbuch der verfolgten Kirche, für das er von Papst Pius XII. durch eine Spezialaudienz geehrt wurde.
In den 1960er Jahren wurden Werke der Dortmunder Gruppe 61 verlegt. U. a. Günter Wallraff und Max von der Grün (Irrlicht und Feuer) verlegten ihre Frühwerke beim damaligen Paulus Verlag. 
Bitter betätigte sich nach 1945 auch als Zeitungsverleger und bekam im Frühjahr 1945 als einer der ersten Verleger in der britischen Zone überhaupt eine Lizenz für eine Tageszeitung sowie eine Lizenz für die Bistumszeitung Kirche und Leben im Bistum Münster. Mit der Verlegung betraute ihn der damalige Bischof von Münster Clemens August Graf von Galen. Ab 1952 verlegte Bitter im Paulus Verlag die katholische Wochenzeitung Echo der Zeit, die in den 1960er Jahren zeitweise die am meisten zitierte deutsche Wochenzeitung war, wie Unterlagen des Presse- und Informationsamtes der Bundesregierung belegten.

## Politik
Bitter, der schon um die Jahrhundertwende Mitglied im Windhorst-Bund in Köln wurde (Jugendorganisation der Zentrumspartei), war zeitweise Zentrumssekretär in Elsaß-Lothringen. Er wurde 1912 Sekretär der Zentrumspartei in Recklinghausen. Während des bolschewistischen Aufstandes an der Ruhr 1920 hatte er eine hervorgehobene Stellung bei der Niederschlagung des Aufstandes und reiste nach Berlin zur Reichsregierung, um diese über die Zustände an der Ruhr zu informieren.
Von 1919 bis 1923 war er Stadtverordneter in Recklinghausen. Nach dem Zweiten Weltkrieg war er Mitbegründer der CDU in Recklinghausen und von 1946 bis 1948 Vorsitzender des CDU-Kreisverbands Recklinghausen. Außerdem war er 1947 Gründer der Kommunalpolitischen Vereinigung der CDU in Nordrhein-Westfalen und von 1948 bis 1964 Vorsitzender der Kommunalpolitischen Vereinigung der CDU und CSU Deutschlands. 1948/49 gründete Bitter den „Kommunal Verlag“, der bis heute als Trägerverlag der „Kommunalpolitischen Blätter“ fungiert. Bitters Sohn, Georg Bitter (* 25. März 1921; † 4. Februar 2012), war von 1950 bis 1988 Geschäftsführer dieses Unternehmens, das neben der Zeitschrift auch kommunale Fachliteratur verlegte.
Bitter war von 1919 bis 1923 Stadtverordneter in Recklinghausen und von 1921 bis 1925 Mitglied des Provinziallandtags der Provinz Westfalen. Von 1946 bis 1952 sowie von 1956 bis 1961 war er Ratsmitglied der Stadt Recklinghausen. Dem nordrhein-westfälischen Landtag gehörte er 1946/1947 an.

## Öffentliche Ämter und Auszeichnungen
Bitter stand für die Entnazifizierung auf einer Liste der Alliierten für die Zeit nach dem Krieg, da er politisch unbelastet und ein entschiedener Gegner des Nationalsozialismus war. Er wurde nach dem Einmarsch der Alliierten in Recklinghausen zum Ehrenamtlichen Stadtrat ernannt.
Bitter amtierte von 1946 bis 1948 als Oberbürgermeister der Stadt Recklinghausen.
Außerdem war Bitter von 1946 bis 1951 und von 1956 bis 1961 Stadtverordneter in Recklinghausen, von 1946 bis 1950 Mitglied des Landtages in NRW, Bitter war zeitweise Präsidiumsmitglied des Städtetages NRW und gehörte der Landschaftsversammlung Westfalen an.
Bitter war Ehrenvorsitzender der KPV NRW, Träger des Bundesverdienstkreuzes Erster Klasse und des Großen Bundesverdienstkreuzes, er war Inhaber der päpstlichen Auszeichnung „Pro Ecclesia et Pontifice“ und „Ritter des Ordens vom Heiligen Silvester“, den ihm Papst Johannes XXIII. verlieh.

## Familie
Bitter hatte neun jüngere Geschwister, von denen fünf im Kindesalter verstarben. Er heiratete am 4. August 1914 Luise (geborene Kuchler, † am 15. Mai 1923) und am 6. Dezember 1923 Katharina (geborene Hebler, * 1889). Er hatte acht Kinder.
- Maria (früh verstorben)
- Fränzi und Hermann (gefallen 1945)
- Heinz, Willi, Franz-Josef, Hans Felix und Georg

## Archivalia
- Archiv der Stadt Recklinghausen, hier Akten zu Wilhelm Bitter
- Hauptstaatsarchiv des Landes NRW, Unterlagen über die CDU-Fraktion
- Archiv des Bistums Münster, hier Archivalien zum Paulus Verlag, Echo der Zeit
- Archiv der Konrad-Adenauer-Stiftung, hier Nachlaß Wilhelm Bitter